# شهرستان لینژانگ
شهرستان لینژانگ (به لاتین: Linzhang County) یک منطقهٔ مسکونی در چین است که در هاندان واقع شده‌است. شهرستان لینژانگ ۷۴۴ کیلومتر مربع مساحت و ۵۹۰٬۰۰۰ نفر جمعیت دارد و ۶۶ متر بالاتر از سطح دریا واقع شده‌است.